# Kvams kommun, Nord-Trøndelag
Kvams kommun (norska: Kvam kommune) var en kommun i Nord-Trøndelag fylke i Norge. Kommunen omfattade den nordöstra delen av nuvarande Steinkjers kommun (ett område norr om Snåsavatnet). Byn Kvam utgjorde kommunens centralort. 

## Administrativ historik
Kvams kommun upprättades den 1 januari 1909 genom utbrytning ur Stods kommun. Kommunen hade 1 169 invånare vid upprättandet.
Den 1 januari 1964 gick Kvams kommun, tillsammans med kommunerna Beitstad, Egge, Ogndal, Sparbu och Stod, upp i Steinkjers kommun. Kommunens hade då 1 245 invånare.